# Lotononis arida
Lotononis arida är en ärtväxtart som beskrevs av Dummer. Lotononis arida ingår i släktet Lotononis och familjen ärtväxter. Inga underarter finns listade i Catalogue of Life.